# Stankovany
Stankovany es un municipio del distrito de Ružomberok en la región de Žilina, Eslovaquia, con una población estimada a final del año 2024 de 1121 habitantes.
Se encuentra ubicado en el centro-sur de la región, cerca del curso alto del río Váh (cuenca hidrográfica del Danubio) y de la frontera con la región de Banská Bystrica.

## Demografía
| Año        | 1994 | 2004    | 2014    | 2024    |
| ---------- | ---- | ------- | ------- | ------- |
| Población  | 1297 | 1229    | 1196    | 1121    |
| Diferencia |      | −5,24 % | −2,68 % | −6,27 % |

| Año        | 2023 | 2024    |
| ---------- | ---- | ------- |
| Población  | 1125 | 1121    |
| Diferencia |      | −0,35 % |